# Aquila di Eatonton

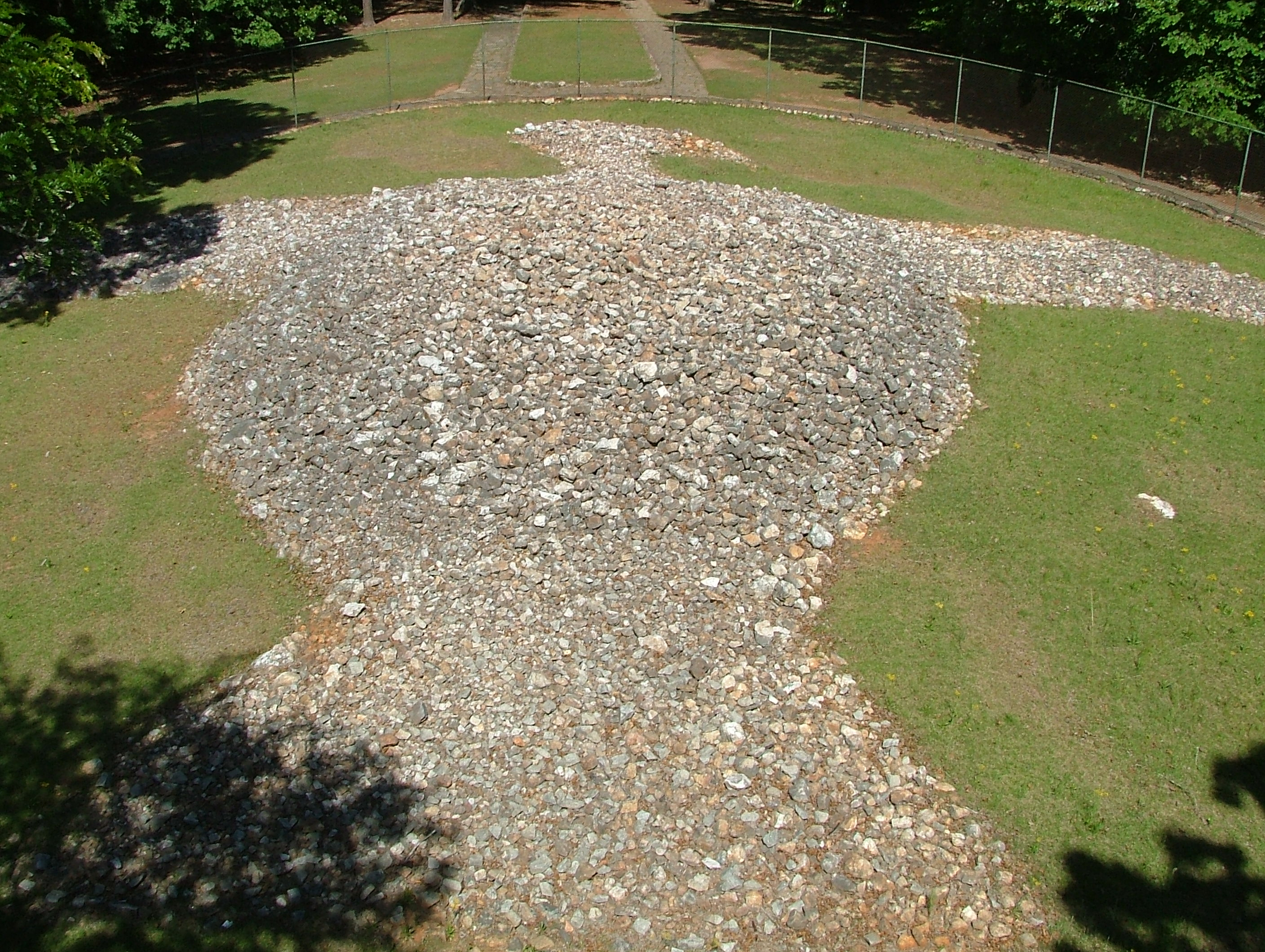
L'aquila di Eatonton

L'Aquila di Eatonton è un'opera artistica che si trova presso Eatonton nello stato della Georgia (USA).
Scolpita probabilmente da nativi americani durante il periodo Woodland, raffigura un'enorme aquila con le ali spiegate ed il becco rivolto a destra. La particolarità sta nel fatto che essendo stato utilizzato del quarzo bianco, la figura risplende nella notte come se fosse autoilluminante.
Il sito fa parte del Registro nazionale dei luoghi storici degli Stati Uniti.